# Slow
Pour les articles homonymes, voir Slow (homonymie).

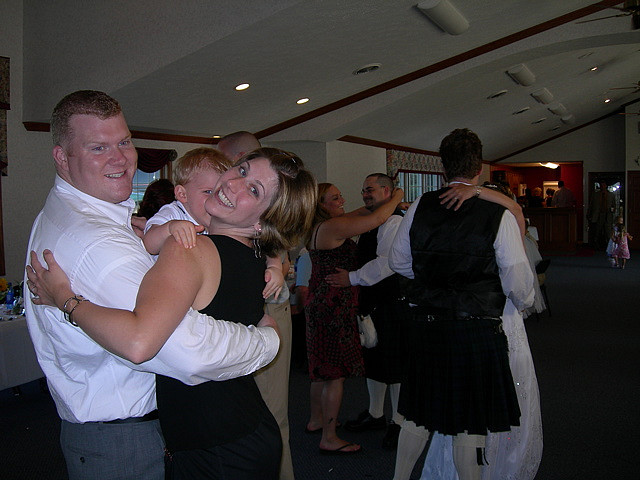
Image d'un slow lors d'un mariage.

Le slow est une danse lente qui se pratique en couple, enlacés, de préférence sous une lumière tamisée. La musique d’un slow est généralement douce et de tempo lent, mais il peut également s’agir d’une power ballad.
En tant que danse de « débutants »[réf. nécessaire], par exemple pratiquée par les adolescents dans les boums, le slow n’est pas précisément codifié et de nombreuses danses de couple peuvent être qualifiées de slow[réf. nécessaire].
En général, c’est le partenaire masculin qui dirige la danse, en plaçant les mains sur les hanches ou les épaules de sa partenaire. Au rythme de la musique, le couple enlacé se déplace d’avant en arrière en tournant lentement. Dans certains cas, le slow est plus l’occasion de se caresser sensuellement qu’une danse au sens strict[réf. nécessaire]. En tant que telle[pas clair], elle évoque les premiers émois et l'éveil sexuel des adolescents, comme l’évoque le film La Boum.
Des années 1960 aux années 1990, l’enchaînement de quelques slows dans une boum, un bal ou une soirée dansante, et lorsque les mariés ouvrent le bal, en constitue un moment incontournable. Il marque une pause dans le rythme soutenu des danses individuelles comme le jerk, le twist et le disco, ou des danses de couple comme le rock. Ne nécessitant ni l’apprentissage de chorégraphies ni la connaissance de passes plus ou moins complexes à exécuter, il permet à tout un chacun d’évoluer avec un partenaire, généralement du sexe opposé.
Dans un environnement marqué par le poids des traditions, l’usage conduit un garçon à inviter une fille quand l’orchestre ou la sono commencent à jouer un slow. Son acquiescement amène les deux partenaires à se retrouver enlacés sur la piste de danse en ondulant au rythme d’une musique lente. Pour deux générations d’adolescents,[pas clair] cette relative intimité est le cadre du premier baiser. Plus généralement, le contact établi à l’occasion d’un slow est souvent le prélude à la formation d’un couple, temporaire ou durable.
Le début du XXIe siècle marque un net déclin du slow. S’il survit dans les fêtes à caractère familial où les adultes ne dédaignent pas de retrouver pour quelques minutes une danse phare de leur jeunesse, il est en revanche maintenant absent de la palette des musiques et danses dans les rassemblements d’adolescents.

## Exemples de slows célèbres

### En français
- Axelle Red - Je pense à toi
- Axelle Red - Parce que c'est toi
- Alain Chamfort - Palais Royal
- Alain Chamfort - Traces de toi
- Bibie - Tout doucement
- C. Jérôme - Et tu danses avec lui
- Catherine Lara - Nuit magique
- Céline Dion - Je sais pas
- Christophe - Aline
- Christophe - Les mots bleus
- Christophe - Les Paradis perdus
- Claude François - Comme d'habitude
- Claude Barzotti - Aime-moi, Madame et Je t'apprendrai l'amour
- Claude-Michel Schönberg - Le premier pas
- Damien Sargue en duo avec Cécilia Cara - Aimer
- Daniel Lévi - L'Envie d'aimer
- Dave - Du côté de chez Swann'
- David et Jonathan - Est-ce que tu viens pour les vacances ?
- Demis Roussos - Quand je t'aime
- Diane Tell - La Légende de Jimmy
- Diane Tell - Si j'étais un homme
- Didier Barbelivien & Anaïs - Les Mariés de Vendée
- Didier Barbelivien & Félix Gray - E vado via, À toutes les filles...
- Elsa en duo avec Glenn Medeiros - Un roman d'amitié
- Elsa - Quelque chose dans mon cœur
- Eddy Mitchell - Couleur menthe à l'eau
- Emma Daumas - J'attends
- Esther Galil - Le jour se lève
- Fabienne Thibeault - Le monde est stone
- Félix Gray en duo avec Didier Barbelivien - À toutes les filles
- Florent Pagny - Savoir aimer
- F.R. David - Words
- Francis Cabrel - Je t'aimais, je t'aime, je t'aimerai
- François Deguelt - Le Ciel, le Soleil et la Mer
- François Feldman - Les Valses de Vienne
- Françoise Hardy - Tous les garçons et les filles
- Fredericks Goldman Jones - Nuit
- Guy Marchand - Destinée
- Guy Mardel - N'avoue jamais
- Grégory Lemarchal - Écris l'histoire
- Hélène Ségara en duo avec Andrea Bocelli - Vivo per lei
- Hélène Ségara - Elle tu l'aimes
- Hervé Vilard - Nous
- Il était une fois - J'ai encore rêvé d'elle
- Indochine - Le Grand Secret
- Jean-François Michael - Adieu jolie Candy
- Jean-Jacques Goldman - Là-bas
- Jean-Jacques Lafon - Le Géant de papier
- Joe Dassin - L'Été indien
- Joe Dassin - Le Dernier Slow
- Johnny Hallyday - Je te promets
- Joyce Jonathan - Pas besoin de toi
- Julien Clerc - Fais-moi une place
- Julien Clerc - Ma préférence
- Kyo - Dernière danse
- Lara Fabian - Je t'aime
- Laurent Voulzy - Belle-Île-en-Mer, Marie-Galante
- Laurent Voulzy - Le Cœur grenadine
- Léo Ferré - La « The Nana »
- Liane Foly - Au fur et à mesure
- Louis Bertignac - Ces idées-là
- Marc Lavoine - Elle a les yeux revolver
- Marc Lavoine en duo avec Catherine Ringer- Qu'est-ce que t'es belle
- Marie Laforêt - Il a neigé sur Yesterday
- Marie Myriam - Sentimentale
- Michel Fugain - Forteresse
- Michel Polnareff - Lettre à France
- Michel Berger - La Minute de silence
- Michel Orso -  Angélique
- Michel Sardou - Dix ans plus tôt
- Michèle Torr - Emmène-moi danser ce soir
- Mike Brant - Dis-lui
- Mike Brant - Laisse-moi t'aimer
- Mort Shuman - Garde moi la dernière danse
- Mort Shuman - Le Lac Majeur
- Mort Shuman - Un été de porcelaine
- Nacash - Elle imagine
- Natasha St-Pier - Je n'ai que mon âme
- Nicole Croisille - Une femme avec toi
- Nino Ferrer - Le Sud
- Pascal Danel - La Plage aux romantiques
- Pascal Danel - Les neiges du Kilimanjaro
- Pascal Obispo - Lucie
- Patrick Bruel - J'te l'dis quand même
- Patrick Fiori - Que tu reviennes
- Patrick Fiori, Jean-Jacques Goldman et Christine Ricol - Quatre mots sur un piano
- Peter Holm - Monia
- Renaud - Mistral gagnant
- Richard Anthony - J'entends siffler le train
- Richard Cocciante - Le Coup de soleil
- Roch Voisine - Hélène
- Salvatore Adamo - Mes mains sur tes hanches
- Sandy Stevens - J'ai faim de toi
- Serge Gainsbourg - Je suis venu te dire que je m'en vais
- Serge Gainsbourg - Je t'aime… moi non plus
- Sylvie Vartan - Je l'aime
- Sylvie Vartan - Je n'aime encore que toi
- Téléphone - Le jour s'est levé
- Taï Phong - Sister Jane
- Tina Arena - Aller plus haut
- Vladimir Cosma - Your Eyes

Le slow est également le thème du sketch de Guy Bedos et Sophie Daumier, La Drague (1972), écrit par Jean-Loup Dabadie.

### Étrangers
- 10cc - I'm Not in Love
- ABBA - I Have a Dream
- ABBA - The Winner Takes It All
- Bryan Adams - (Everything I Do) I Do It for You
- Oleta Adams - Get Here
- Alphaville : Forever Young
- Paul Anka - Put Your Head On My Shoulder
- Aphrodite's Child - It's Five o'Clock
- Aphrodite's Child - Rain and Tears
- Aphrodite's Child -  End of the World
- Louis Armstrong with Kenny G - What a Wonderful World
- The Bangles - Eternal Flame
- The Beatles - Hey Jude
- The Beatles - 'Yesterday
- The Beatles - Let It Be
- Bee Gees - How Deep Is Your Love
- Bee Gees - I Started a Joke
- Bee Gees - Massachusetts
- Berlin - Take My Breath Away
- James Blunt - Goodbye My Lover
- James Blunt - You're Beautiful
- Andrea Bocelli en duo avec Hélène Ségara - Vivo per lei
- Toni Braxton - Un-Break My Heart
- Sam Brown - Stop!
- Mariah Carey - Hero
- Eric Carmen - All by Myself
- The Cars - Drive
- Tracy Chapman - Baby Can I Hold You
- Chicago - If You Leave Me Now
- Eric Clapton - Wonderful Tonight
- Eric Clapton - Tears in Heaven
- Jimmy Cliff - Many Rivers to Cross
- Richard Cocciante - Il mio rifugio
- Joe Cocker en duo avec Jennifer Warnes - Up Where We Belong
- Phil Collins - Against All Odds
- Phil Collins - A Groovy Kind of Love
- Phil Collins - Another Day in Paradise
- Phil Collins - One More Night
- Chris de Burgh - The Lady In Red
- Céline Dion - My Heart Will Go On
- Céline Dion - To Love You More
- Céline Dion - When I Need You
- Fats Domino - Blueberry Hill
- Duran Duran - Ordinary World
- Bob Dylan - Knockin' on Heaven's Door
- The Eagles - Hotel California
- Evanescence - My Immortal
- Marianne Faithfull - As Tears Go By
- Camillo Felgen - Sag warum
- José Feliciano - Che sarà
- Bryan Ferry - Slave to Love
- Roberta Flack - Killing Me Softly with His Song
- Foreigner - I Want to Know What Love Is
- Frankie Goes to Hollywood - The Power of Love
- James Horner- The Dream
- Whitney Houston - All at Once
- Whitney Houston - All the Man That I Need
- Whitney Houston - Saving All My Love for You
- Chris Isaak - Wicked Game
- I Santo California - Tornerò
- Etta James, Chicken Shack - I'd Rather Go Blind
- Jermaine Jackson - Do What You Do
- Michael Jackson - She's Out Of My Life
- Michael Jackson - The Lady in My Life
- Michael Jackson  - Liberian Girl
- Michael Jackson - You Are Not Alone
- Tuesday Jackson (Nicole Croisille) - I'll Never Leave You
- Billy Joel - Honesty
- Elton John - Can You Feel the Love Tonight
- Elton John - Sorry Seems to Be the Hardest Word
- Elton John - Sacrifice
- R. Kelly - If I Could Turn Back the Hands of Time
- R. Kelly - I Believe I Can Fly
- Alicia Keys - Un-Thinkable (I'm Ready)
- Peter Kingsbery - Only the Very Best
- The Korgis - Everybody's Got to Learn Sometime
- Cyndi Lauper - True Colors
- John Lennon - Imagine
- John Lennon - Woman
- Madonna - Crazy for You
- Peter Maffay - Du
- Richard Marx - Right Here Waiting
- Meat Loaf - I'd Do Anything for Love (But I Won't Do That)
- Mecano - Hijo de la Luna
- Glenn Medeiros, George Benson - Nothing's Gonna Change My Love for You
- Metallica - Nothing Else Matters
- George Michael - Careless Whisper
- The Moody Blues - Nights in White Satin
- Gary Moore - Parisienne Walkways
- Murray Head - Say It Ain't So, Joe
- Muse - Unintended
- Hazel O'Connor - Will You
- Ph.D - I Won't Let You Down
- The Platters - Only You (And You Alone)
- Portishead - Glory Box
- Elvis Presley - Can't Help Falling in Love
- Elvis Presley - Love Me Tender
- The Pretenders - Lovers of Today
- Prince - Purple Rain
- Procol Harum - A Whiter Shade of Pale
- Queen - The Show Must Go On
- Gerry Rafferty - Baker Street
- Eros Ramazzotti - Adesso tu
- Otis Redding - I've Been Loving You Too Long (to Stop Now)
- Otis Redding - These Arms of Mine
- R.E.M. - Everybody Hurts
- Lionel Richie - Hello
- Lionel Richie - Say You, Say Me
- Lionel Richie et Diana Ross - Endless Love
- The Righteous Brothers - Unchained Melody
- The Rolling Stones - Angie
- Diana Ross - Ain't No Mountain High Enough
- Roxette - Listen to Your Heart
- Jennifer Rush - The Power of Love
- Richard Sanderson - Reality
- Scorpions - Still Loving You
- Scorpions - Wind of change
- Frank Sinatra - My Way
- Percy Sledge - When a Man Loves a Woman
- Bobby Solo - Una lacrima sul viso
- Jevetta Steele - Calling You (Bagdad Café)
- Barbra Streisand - Memory
- Barbra Streisand - Woman in Love
- The Temptations, Otis Redding - My Girl
- Texas - Put Your Arms Around Me
- Texas - So In Love With You
- Umberto Tozzi - Ti amo
- T'Pau - China in Your Hand
- Bonnie Tyler - Total Eclipse of the Heart
- Bobby Vinton - Blue Velvet
- Paul Young - Everytime You Go Away
- Wallace Collection - Daydream
- Dionne Warwick - Don't Make Me Over
- Robbie Williams - Angels